# مهیار (قائنات)
مهیار روستایی در دهستان مهیار بخش مرکزی شهرستان قائنات استان خراسان جنوبی ایران است. بر پایه سرشماری عمومی نفوس و مسکن در سال ۱۳۹۰ جمعیت این روستا ۴۷ نفر (در ۱۶ خانوار) بوده‌است.